# I Come with the Rain
I Come with the Rain è un film del 2009 diretto da Trần Anh Hùng.

## Trama
Kline, ex poliziotto di Los Angeles divenuto investigatore privato, si reca ad Hong Kong per indagare sulla scomparsa di Shintao, il figlio del potente capo di una multinazionale farmaceutica.

## Incassi
Girato con un budget di 18.000.000 dollari, il film ne ha incassati ai botteghini 4.747.795.